# Forza Horizon 3
Forza Horizon 3 — видеоигра в жанре аркадного автосимулятора, разработанная Playground Games и выпущенная Microsoft Studios. Релиз игры состоялся 27 сентября 2016 года для Xbox One и Windows, организуя между ними кросс-платформенную игру. Это третья часть Forza Horizon и девятая часть серии Forza.

## Игровой процесс
Forza Horizon 3 — гоночная видеоигра с открытым миром, за основу которого взята Австралия, карта которой в два раза больше, чем карта Forza Horizon 2, и простирается от Серферс-Парадайс до Байрон-Бей. Игра предоставляет режим кооперативного мультиплеера. Игра предоставляет возможность кросс-платформенной игры, которая является частью программы Xbox Play Anywhere.

## Разработка и выход игры
Forza Horizon 3 разработана Playground Games и была анонсирована 13 июня 2016 года, на презентации Microsoft на выставке E3, посвящённой Xbox. Выпущена 27 сентября 2016 года. Владельцы издания Ultimate Edition получили доступ к игре 23 сентября, вместе с шестью DLC с автомобилями, и доступом к эксклюзивным машинам и событиям.

## Оценки и мнения
| Сводный рейтинг       | Сводный рейтинг           |
| Агрегатор             | Оценка                    |
| --------------------- | ------------------------- |
| GameRankings          | 92,14 %                   |
| Metacritic            | 91/100 (XONE) 86/100 (PC) |
| Иноязычные издания    |                           |
| Издание               | Оценка                    |
| Destructoid           | 9/10                      |
| GameRevolution        | [ 8 ]                     |
| GameSpot              | 9/10                      |
| GamesRadar+           | [ 10 ]                    |
| IGN                   | 9,5/10                    |
| PC Gamer (US)         | 92/100                    |
| Polygon               | 8,5/10                    |
| Русскоязычные издания |                           |
| Издание               | Оценка                    |
| 3DNews                | 9/10                      |
| «IGN Россия»          | 8,5/10                    |
| PlayGround.ru         | 9/10                      |
| StopGame.ru           | Изумительно               |
| «Игромания»           | 8,5/10                    |
| «Игры Mail.ru»        | 9,5/10                    |
| «Канобу»              | 9/10                      |
| «НИМ»                 | 7,9/10                    |

Forza Horizon 3 была высоко оценена критиками. На сайтах GameRankings и Metacritic средняя оценка составляет 92,14 % и 91/100 в версии для Xbox One и 88 % и 86/100 в версии для ПК соответственно.